# Georges Tisserand
Georges Tisserand est un scout, notamment auteur de cinq livres sur le scoutisme entre 1932 et 1965.

## Biographie
Assistant du camp-école de Chamarande, il est membre de la commission de formation des chefs pour la branche Eclaireurs. Il est l'un des formateurs à l'hébertisme des jeunes chefs. 
Officier de cavalerie, il assiste le Père Sevin pour créer le 1er cours d'aumôniers à Chamarande, en 1931. Il sera aussi commissaire routier des Scouts de France avant guerre.
En 1932, Georges Tisserand, capitaine dans l'armée à Versailles, crée avec Louis Liébard une route militaire.
En 1933, il publie le livre En cours de Route, très populaire en France et au Canada francophone pour la formation des chefs de clan, qui présente la branche du scoutisme appelée la route. L'ouvrage est notamment cité explicitement dans les statuts de la fédération des scouts au Canada français en 1935.

## Ouvrages
- Silences et réflexions du scoutmestre, Paris, Éditions Spes, 1932
- Le Service du Soldat, Éditions Spes, 1932, 128 p.
- En cours de Route, Éditions Spes, 1933[5]
- Équilibre - Santé, Maître-mot du Scoutisme, Éditions Spes, 1947
- Le Père Jacques Sevin, fondateur, Paris, Éditions Spes, 1965, 224 p.